# Kate Morton
Kate Morton, född 1976, är en  australiensisk författare. Morton har sålt mer än 10 miljoner böcker i 42 länder.  Den prisbelönta författaren har skrivit sex romaner: The House at Riverton (The Shifting Mist), The Forgotten Garden, The Distant Hours,   The Secret Keeper, The Lake House och The Clockmaker's Daughter (publicerad i september 2018). 

## Biografi

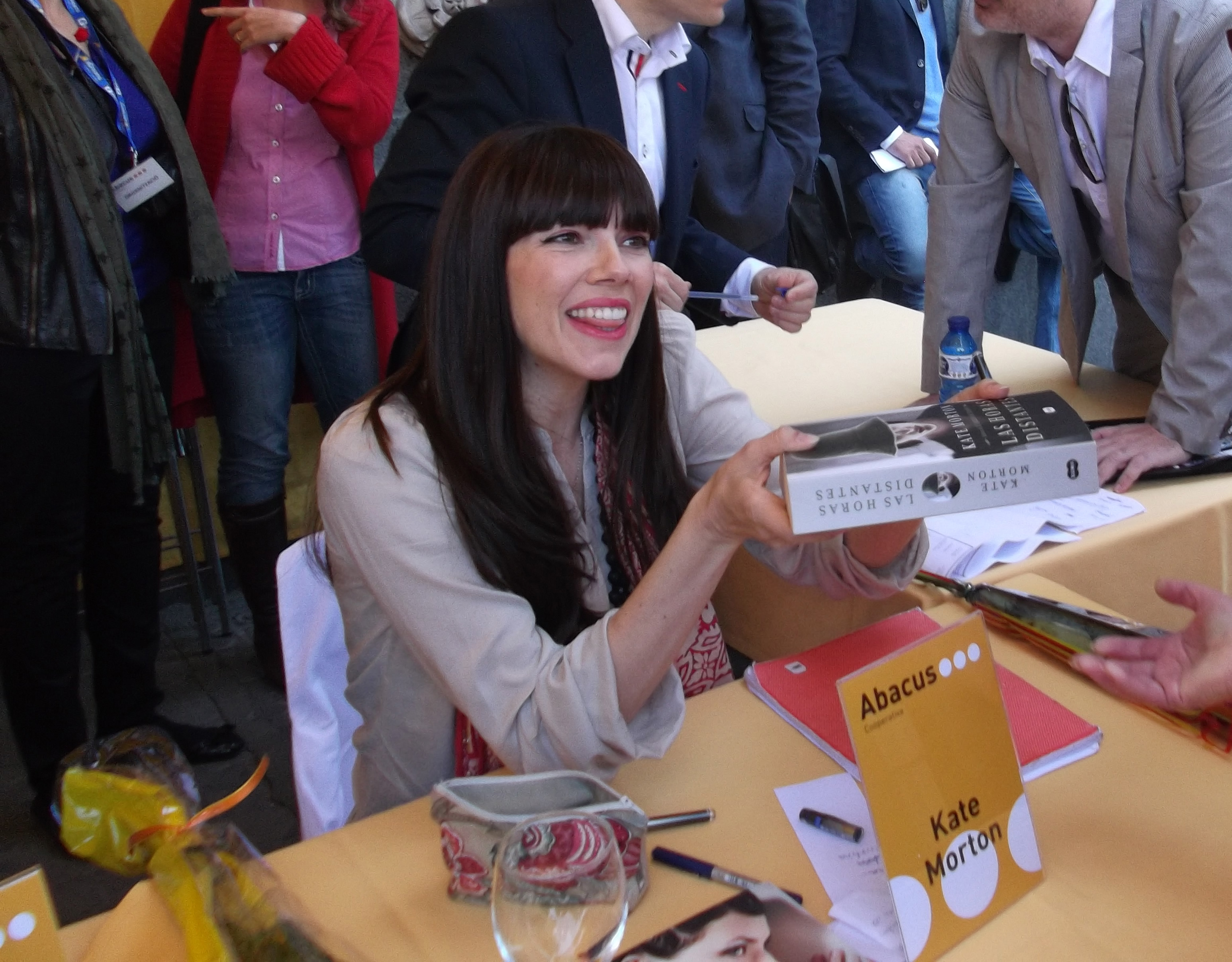
Morton på en boksignering i Barcelona, april 2013

Morton är äldst av tre systrar. Hennes familj flyttade flera gånger innan de bosatte sig på Tamborine Mountain där hon gick på en liten landsortsskola. Hon tyckte om att läsa böcker redan från tidig ålder, Enid Blytons böcker var hennes favoriter. 
Hon har  en examen från Trinity College London och en Shakespeare sommarkurs på Royal Academy of Dramatic Art i London. Hon har tilldelats en hederstitel ii engelsk litteratur vid University of Queensland (1999) och vann ett stipendium för att slutföra en magisterexamen med inriktning på tragedi i viktoriansk litteratur.  Under sin grundutbildning skrev hon två fullskaliga manuskript (som är opublicerade) innan hon skrev The House på Riverton (The Shifting Fog), som publicerades 2006.
Kate Morton är gift med Davin Patterson, en jazzmusiker och kompositör. De har tre barn och bor i London.  